# Коновалов, Геннадий Викторович
Генна́дий Ви́кторович Конова́лов (5 ноября 1945 года, г. Караганда, Казахская ССР, СССР — 14 декабря 2020 года, Томск, Российская Федерация) — глава администрации (мэр) г. Томска в 1993—1996 годах. 

## Биография
После окончания средней школы прошёл действительную срочную службу в рядах Вооружённых сил СССР. После демобилизации уехал в Томск, где год работал на стройке и готовился к поступлению в высшее учебное заведение.
В 1965 году поступил на дневное отделение, а в 1970 году окончил Строительный факультет Томского инженерно-строительного факультета (ТИСИ). В процессе учёбы активно участвовал в движении Студенческих строительных отрядов (и вступил здесь в КПСС), работал на стройках Томска и Томской области в качестве каменщика, штукатура-маляра, монтажника-верхолаза.
В 1964-1975 годах - штукатур-маляр, монтажник-верхолаз, мастер-прораб, заместитель начальника объединения, главный инженер объединения строительных организаций г. Томска.
В 1975—1976 годах — работа в партийном аппарате: инструктор отдела строительства Томского горкома КПСС, заведующий промышленно-транспортным отделом Кировского райкома КПСС г. Томска.
В 1976—1979 годах — заместитель председателя Кировского райисполкома г. Томска, одновременно избирался депутатом Кировского районного Совета народных депутатов.
В 1979—1985 годах — начальник Томского городского производственного управления дорожного строительства и благоустройства.
В 1980 году окончил Новосибирскую Высшую партийную школу КПСС и продолжил работу в горкоме партии. В 1980-е годы избирался членом горкома КПСС и депутатом городского Совета народных депутатов.
С 1985 года — заместитель начальника (одновременно с функциями главного инженера) Томского территориального объединения (главка) «Сибгражданстрой».
В 1990—1992 годах — первый заместитель председателя исполкома Томского городского Совета народных депутатов.
С февраля по ноябрь 1992 года — первый заместитель главы администрации г. Томска.
С 15 января 1993 — глава администрации г. Томска.
При реформе городского самоуправления было введено положение о наименовании главы города мэром. Таким образом первым мэром Томска с 20 января 1994 года согласно решению областной власти стал Геннадий Коновалов. В этом качестве являлся членом Ассоциации сибирских и дальневосточных городов (АСДГ), членом Союза российских городов.
Находился в должности до 8 июля 1996 года, когда проиграл выборы мэра.
В 1996—2002 годах работал заместителем генерального директора АО «Томскэнерго», заместителем генерального директора предприятия «Энергосбыт» АО «Томскэнерго».
С марта 1994 по декабрь 1997 года — депутат Томской областной думы первого созыва по Каштачному избирательному округу № 6. В составе думы являлся членом бюджетно-финансового комитета.
С 1996 по 2004 годы являлся начальником Департамента энергетики, транспорта, связи и дорожного хозяйства Администрации Томской области. После окончания работы по контракту на государственной службе, вышел на пенсию.
Скончался 14 декабря 2020 года после тяжёлой онкологической болезни в Томске в возрасте 75 лет.

## Семья
Был женат. Имел сына и дочь.
Награждён медалью «За освоение нефтегазового комплекса Западной Сибири», рядом медалей общественных движений России, юбилейными наградами Томска и Томской области 2004—2018 гг., удостоен звания «Ветеран труда» (2005).